# Claudia Wenger
Claudia Wenger (Steyr, 6 mei 2001) is een Oostenrijks voetbalspeelster. Ze speelt als middenvelder voor SKN St. Pölten in de ÖFB-Frauenliga.

## Clubcarrière
Wenger begon met voetballen bij USV St. Ulrich in St. Ulrich vlak bij haar geboortestad Steyr in 2008. Vanaf 2016 kwam ze uit voor Union Kleinmünchen uit Linz. Na twee jaar maakte ze de overstap naar competitiegenoot USV Neulengbach. Sinds 2021 komt Wenger uit voor SKN St. Pölten. Met deze club nam ze deel aan de groepsfase van Champions League 2022/23 en Champions League 2024/25. Ook maakte ze onderdeel uit van de voetbalacademie van de Oostenrijkse voetbalbond. Begin 2023 verlengde Wenger haar contract in St. Pölten tot medio 2025. In mei 2025 tekende Wenger een contract bij het Duitse Bayer 04 Leverkusen.

## Statistieken
| Seizoen | Club           | Land       | Competitie     | Wedstrijden | Doelpunten |
| ------- | -------------- | ---------- | -------------- | ----------- | ---------- |
| 2024/25 | SKN St. Pölten | Oostenrijk | ÖFB-Frauenliga | 16          | 0          |
| Totaal  | Totaal         | Totaal     | Totaal         | 16          | 0          |

Laatste update: 28 mei 2025

## Interlandcarrière
Wenger maakte haar debuut als international voor het Oostenrijkse nationale team op 15 november 2022 in een 3-0 overwinning op Slowakije.